# Wu Yize
Wu Yize (Lanzhou, 14 oktober 2003) is een professioneel snookerspeler uit China.

## Carrière
Op veertienjarige leeftijd werd Wu nationaal kampioen en een jaar later werd hij wereldkampioen bij de onder-21 leeftijdscategorie. In 2019 nam hij deel aan de Q School waardoor hij deel mocht nemen aan Chinese professionele wedstrijden zoals de International Championship in 2019. In de kwalificatieronden van dat toernooi werd hij verslagen met 5-6 door John Higgins. Bij zijn eerste deelname aan het Wereldkampioenschap snooker in 2020 werd hij in de derde kwalificatieronde uitgeschakeld door Alan McManus met 6-3. In de eerste ronde versloeg Wu Ashley Hugill met 6-4 en een ronde later was hij met 6-4 te sterk voor Robbie Williams. Na het winnen van de CBSA China Tour in 2021 verkreeg Wu samen met Zhang Jiankang een proflicentie.
In 2023 was hij voor het eerst actief in de Crucible Theatre op het WK snooker. In de kwalificatieronden versloeg hij Allan Taylor (10-7), Tian Pengfei (10-2) en Chris Wakelin (10-8). In de eerste ronde van het hoofdtoernooi verloor hij met 3-10 van de Australiër Neil Robertson. Zijn eerste finaleplaats behaalde Wu in 2024 bij de English Open. Hij wist deze finale te behalen nadat hij had gewonnen van onder anderen Stuart Bingham, Ali Carter en Judd Trump. In de finale was Neil Robertson te sterk voor de 20-jarige uit China met 7-9. Begin december kwam hij tot de halve finale in de Snooker Shoot-Out die hij met 32-37 verloor van de uiteindelijke toernooiwinnaar Tom Ford. Bij zijn volgende toernooi een week later bereikte Wu de finale van de Scottish Open die hij verloor met 5-9 van landgenoot Lei Peifan.

## Wereldkampioenschap
Hoofdtoernooi (laatste 32 of beter):
| #  | Seizoen   | Editie  | Prestatie  | Extra                               |
| -- | --------- | ------- | ---------- | ----------------------------------- |
| 1. | 2022 / 23 | WK 2023 | Laatste 32 | Verloor met 3-10 van Neil Robertson |
| 2. | 2024 / 25 | WK 2025 | Laatste 32 | Verloor met 8-10 van Mark Williams  |